# بابيتي
بابيتي (بالإنجليزية: Papeete)‏ هي عاصمة بولينيزيا الفرنسية التي هي من ضمن أقاليم ما وراء البحار التابعة لفرنسا في المحيط الهادئ.

## التاريخ

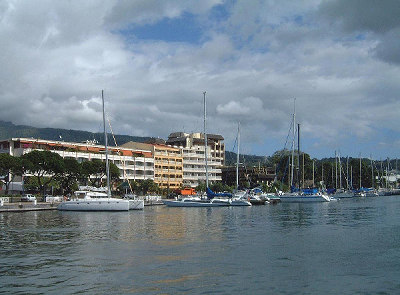
كورنيش بابيت

المنطقة التي تقع فيها بابيتي الآن احتلت عام 1818 من قبل الجيش البريطاني.
تعرضت بابيتي لقصف السفن الألمانية عندما اندلعت الحرب العالمية الأولى، فألحقت خسارات بشرية وأضرار مادية بالمدينة.
انتعش نمو المدينة بعد القرار الذي اتخذته فرنسا بنقل برنامج اختبارتها النووي من الجزائر إلى آتولي موروروا وفانغاتوفا والواقعان على بعد حوالي 1,500 كـم (930 ميل) شرقي تاهيتي، ويعود أصل هذا تحديداً إلى تشييد مطار فا الدولي بالقرب من المدينة، وهو المطار الدولي الوحيد في بولينزيا الفرنسية. وشيدت كنيسة يسوع المسيح لقديسي الأيام الأخيرة معبد بابيتي تاهيتي عام 1983 بسبب وجود عدد كبير نسبياً من أعضاء هذه الكنيسة في المنطقة. نفذت حكومة الرئيس جاك شيراك أول تفجير من السلسلة الأخيرة للتجارب النووية قبالة شواطئ آتول موروروا بتاريخ 5 سبتمبر عام 1995. ووقعت على أثر هذا أعمال شغب في بابيتي استمرت لمدة يومين وأسفرت عن إصابة أربعين شخص وتضرر المطار الدولي وأدت إلى تراجع السياحة لفترة من الزمن. ووقعت أعمال شغب مماثلة بعد إجراء تجربة تووية فرنسية أخرى في ذات المنطقة عام 1987.

## النقل
تضج الشوارع في مركز المدينة بالناس والسيارات، ويمكن أن تُمثل الحركة المرورية مشكلةً في بعض الأحيان بسبب ضيق وصغر الشوارع. يوجد طريق سريع يمتد بدءاً من قُرب مركز المدينة في بوليفار بومار (Pomare Boulevard) والذي سُمي نسبةً إلى السلالة الملكية التاهيتية التي حكمت خلال القرن التاسع عشر. ويُستخدم مطار فا من الناحية التنقل الجوي. ومن هناك يستطيع المرء أن يستقل طائرة تابعة للخطوط الجوية التاهيتية لتأخذه لجزيرة أخرى في الإقليم (للنقل الجوي ضمن الإقليم) أو يستقل طائرة تابعة لخطوط تاهيتي نوي الجوية لتأخذه لوجهة دولية. كما يوجد عبَّارات للنقل البحري تصل إلى جزيرة موريا وعبَّارات أخرى تذهب إلى بورا بورا.

## التركيبة السكانية
المنطقة المتمدنة من بابيت تحتوي على عدد من السكان يفوق 131,695 نسمة.
المنطقة المأهولة للسكان تتكون من 7 تجمعات :
- فا.
- بوناويا.
- بيراي.
- ماهينا.
- بايا.
- أروي.

### تاريخ عدد السكان
|                                     | 1956   | 1962   | 1971   | 1977   | 1983   | 1988    | 1996    | 2002    | 2007    | 2012    | 2017    |
| ----------------------------------- | ------ | ------ | ------ | ------ | ------ | ------- | ------- | ------- | ------- | ------- | ------- |
| بابيتي (الوحدة الإدارية)            | 18,089 | 19,903 | 25,342 | 22,967 | 23,496 | 23,555  | 25,553  | 26,222  | 26,017  | 25,769  | 26,926  |
| بابيتي (المنطقة الحضرية)            | 28,975 | 35,514 | 65,185 | 77,781 | 93,294 | 103,857 | 115,759 | 127,327 | 131,695 | 133,627 | 136,771 |
| البيانات الرسمية من تعدادات السكان. |        |        |        |        |        |         |         |         |         |         |         |

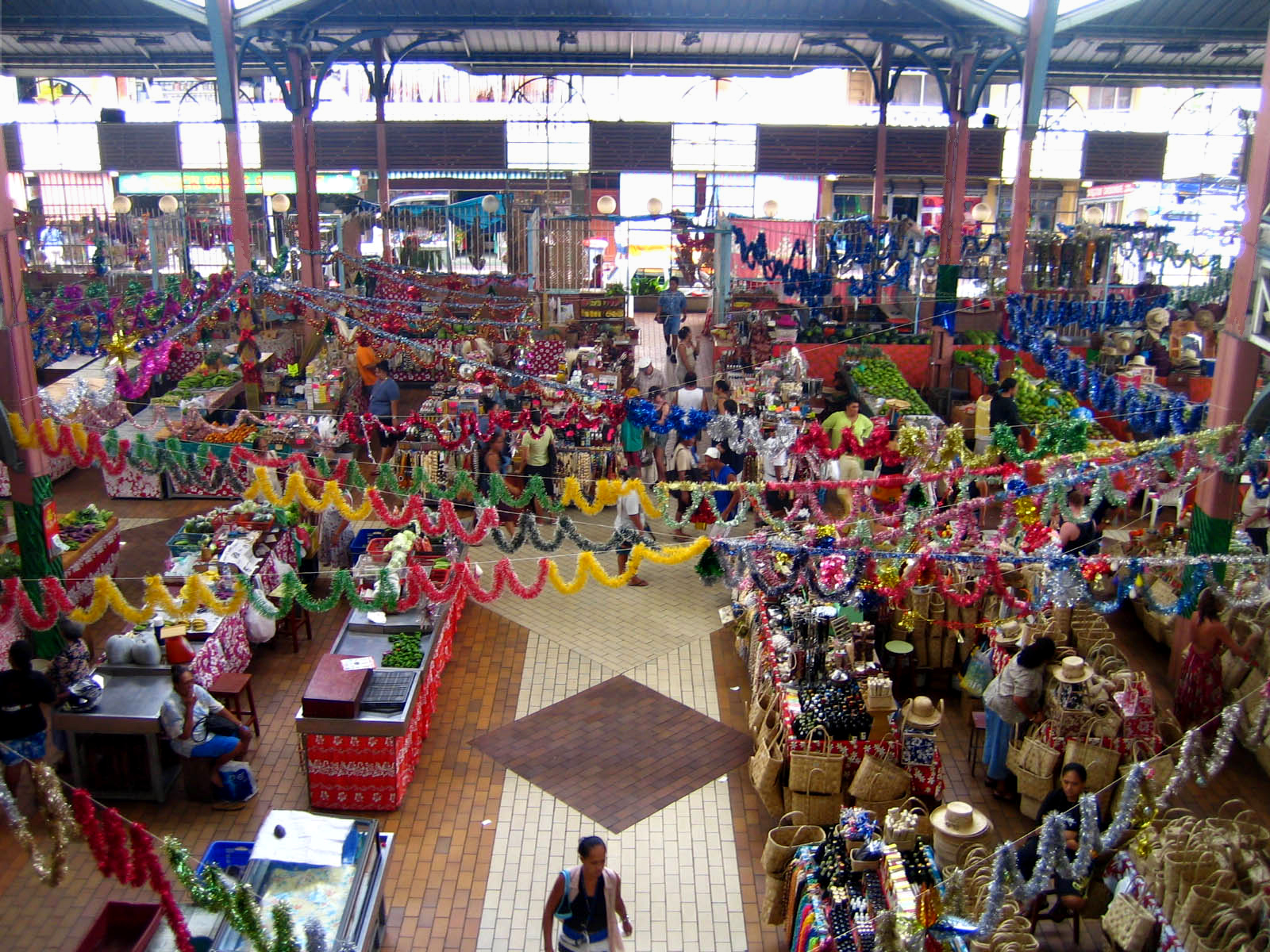
سوق بابيت

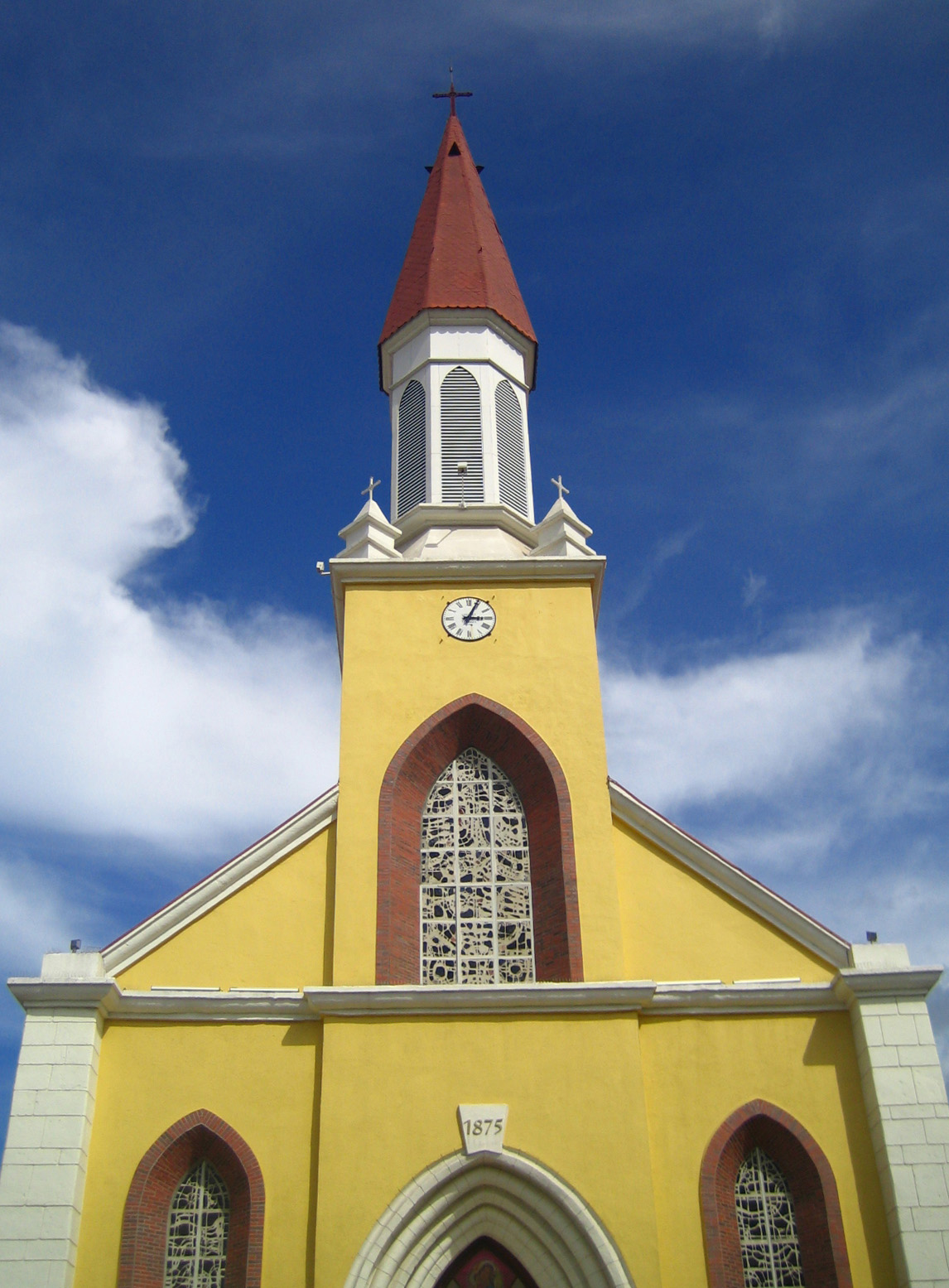
كاتدرائية بايبيت

متوسط النمو السكاني لمنطقة بابيتي الحضرية:
- 1956-1962: +1,107 نسمة سنوياً (تغير بنسبة +3.5% سنوياً)
- 1962-1971: +3,597 نسمة سنوياً (تغير بنسبة +7.6% سنوياً)
- 1971-1977: +2,025 نسمة سنوياً (تغير بنسبة +2.9% سنوياً)
- 1977-1983: +2,400 نسمة سنوياً (تغير بنسبة +2.9% سنوياً)
- 1983-1988: +2,158 نسمة سنوياً (تغير بنسبة +2.2% سنوياً)
- 1988-1996: +1,489 نسمة سنوياً (تغير بنسبة +1.4% سنوياً)
- 1996-2002: +1,873 نسمة سنوياً (تغير بنسبة +1.6% سنوياً)
- 2002-2007: +913 نسمة سنوياً (تغير بنسبة +0.7% سنوياً)
- 2007-2012: +386 نسمة سنوياً (تغير بنسبة +0.3% سنوياً)
- 2012-2017: +631 نسمة سنوياً (تغير بنسبة +0.5% سنوياً)

### المهاجرين
توزعت أماكن ولادة 131,695 شخص من القاطنينن في منطقة بابيتي الحضرية بحسب تعداد 2007 حسب الآتي:
- 68.4% ولِدوا في تاهيتي
- 12.8% ولِدوا في فرنسا متروبوليتان
- 6.8% ولِدوا في جزر الجمعية (عدا جزيرة تاهيتي)
- 3.6% ولِدوا في جزر إيليس تواموتو-غامبير  [لغات أخرى]‏
- 2.1% ولِدوا في جزر ماركيساس
- 2.0% ولِدوا في جزر أوسترال
- 1.6% ولِدوا في مقاطعات وأقاليم ما وراء البحار الفرنسية عدا بولينزيا الفرنسية (1.1% في كاليدونيا الجديدة وواليس وفوتونا، ونسبة 0.5% ولِدوا في غيرها من أقاليم وجماعات ما وراء البحار)
- 0.7% ولِدوا في جنوب شرق آسيا وشرق آسيا
- 0.5% ولِدوا في شمال أفريقيا (معظمهم من الأقدام السوداء)
- 1.5% ولِدوا في غيرها من الدول الأجنبية

### اللغات
أفادت نسبة 98.2% من سكان المنطقة الحضرية لبابيتي ممن يبلغ عمرهم 15 عاماً فما فوق عن قدرتهم تحدث الفرنسية بحسب تعداد عام 2007. وذكرت نسبة 96.5% أنهم يستطيعون أيضاً قرائتها وكتابتها. أما نسبة الذين أفادوا بعدم درايتهم بالفرنسية فبلغت نسبة 1.2% من السكان الذين تبلغ أعمارهم 15 من العمر فما فوق.
أفادت نسبة 79.7% من سكان المنطقة الحضرية لبابيتي بحسب نفس التعداد ممن يبلغ عمرهم 15 عاماً فما فوق أن أكثر لغة تحدثوا بها في المنزل هي الفرنسية. وأفادت نسبة 16.5% من السكان بأن أكثر لغة تحدثوا بها في المنزل هي التاهيتية. وأفادت نسبة 1.7% من السكان بأنهم تحدثوا إحدى اللغات البولينيزية الأخرى، وأفادت نسبة 1.6% من السكان بأنهم تحدثوا لهجة صينية (ونصف هؤلاء تحدثوا لهجة الهاكا)، وأفادت نسبة 0.5% المتبقية بأنهم تحدثوا لغات أخرى.

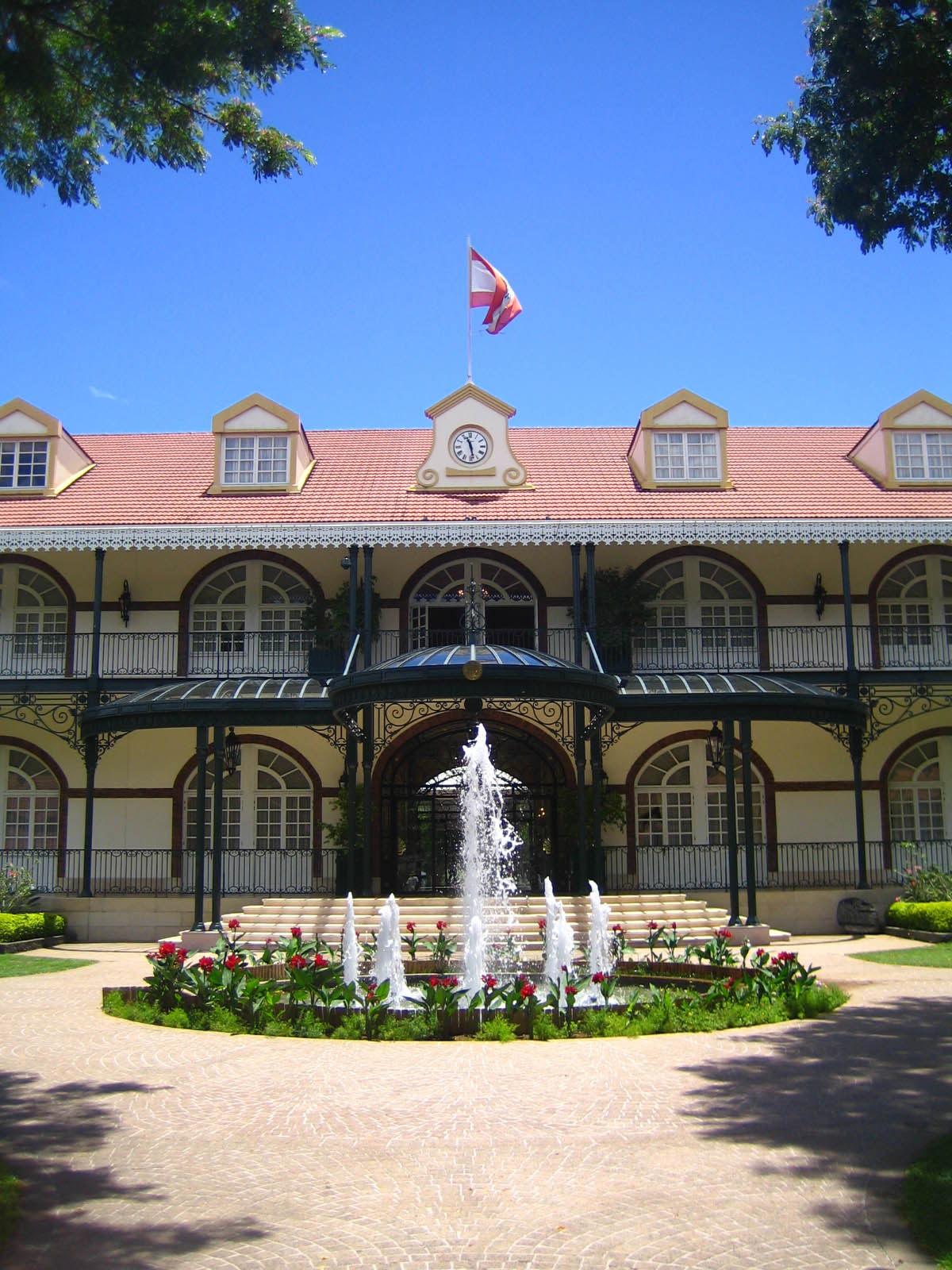
قصر الرئاسة في بابيت

أفادت نسبة 19.5% من سكان المنطقة الحضرية لبابيتي ممن يبلغ عمرهم 15 عاماً في تعداد عام 2007 فما فوق بعدم درايتهم بأي لغة من اللغات البولينيزية، بينما أفادت نسبة 80.5% من السكان بأنه كان لديهم شكل من أشكال المعرفة للغة بولينيزية واحدة على الأقل.

## السفر والسياحة
يصل السياح والمسافرون إلى بابيت عبر السفن البحرية التي ترسى في ميناء بابيتي. أو عبر الطائرات التي تهبط وتصعد من مطار فا الدولي الذي تم افتتاحه عام 1962.

## المناخ
تتيمز بابيتي بمناخ مداري موسمي ذو موسمين ماطر وآخر جاف. ولكن يُلاحظ حدوث هطولات مطرية على المدينة حتى خلال الموسم الجاف. ومدة الموسم الجاف قصيرة وتستمر فقط خلال شهري أغسطس وسبتمبر. أما باقي أشهر السنة فهي ماطرة، وتسقط أكثر الأمطار غزارةً خلال شهري ديسمبر ويناير. ودرجات الحرارة ثابتة نسبياً على مدار العام بمعدلات عند حوالي 25 °م (77 °ف).
| البيانات المناخية لـ{{{location}}} | البيانات المناخية لـ{{{location}}} | البيانات المناخية لـ{{{location}}} | البيانات المناخية لـ{{{location}}} | البيانات المناخية لـ{{{location}}} | البيانات المناخية لـ{{{location}}} | البيانات المناخية لـ{{{location}}} | البيانات المناخية لـ{{{location}}} | البيانات المناخية لـ{{{location}}} | البيانات المناخية لـ{{{location}}} | البيانات المناخية لـ{{{location}}} | البيانات المناخية لـ{{{location}}} | البيانات المناخية لـ{{{location}}} | البيانات المناخية لـ{{{location}}} |
| الشهر                              | يناير                              | فبراير                             | مارس                               | أبريل                              | مايو                               | يونيو                              | يوليو                              | أغسطس                              | سبتمبر                             | أكتوبر                             | نوفمبر                             | ديسمبر                             | المعدل السنوي                      |
| ---------------------------------- | ---------------------------------- | ---------------------------------- | ---------------------------------- | ---------------------------------- | ---------------------------------- | ---------------------------------- | ---------------------------------- | ---------------------------------- | ---------------------------------- | ---------------------------------- | ---------------------------------- | ---------------------------------- | ---------------------------------- |
| الدرجة القصوى °م (°ف)              | 34.1 (93.4)                        | 34.5 (94.1)                        | 34.5 (94.1)                        | 34.5 (94.1)                        | 33.3 (91.9)                        | 32.7 (90.9)                        | 31.9 (89.4)                        | 31.5 (88.7)                        | 31.7 (89.1)                        | 32.4 (90.3)                        | 33.9 (93.0)                        | 33.2 (91.8)                        | 34.5 (94.1)                        |
| متوسط درجة الحرارة الكبرى °م (°ف)  | 31.0 (87.8)                        | 31.1 (88.0)                        | 31.5 (88.7)                        | 31.2 (88.2)                        | 30.4 (86.7)                        | 29.5 (85.1)                        | 29.0 (84.2)                        | 28.9 (84.0)                        | 29.3 (84.7)                        | 29.7 (85.5)                        | 30.3 (86.5)                        | 30.4 (86.7)                        | 30.2 (86.4)                        |
| المتوسط اليومي °م (°ف)             | 27.6 (81.7)                        | 27.7 (81.9)                        | 28.0 (82.4)                        | 27.7 (81.9)                        | 26.8 (80.2)                        | 25.9 (78.6)                        | 25.3 (77.5)                        | 25.2 (77.4)                        | 25.7 (78.3)                        | 26.2 (79.2)                        | 26.9 (80.4)                        | 27.2 (81.0)                        | 26.7 (80.1)                        |
| متوسط درجة الحرارة الصغرى °م (°ف)  | 24.2 (75.6)                        | 24.3 (75.7)                        | 24.4 (75.9)                        | 24.1 (75.4)                        | 23.2 (73.8)                        | 22.2 (72.0)                        | 21.6 (70.9)                        | 21.5 (70.7)                        | 22.0 (71.6)                        | 22.7 (72.9)                        | 23.4 (74.1)                        | 23.9 (75.0)                        | 23.1 (73.6)                        |
| أدنى درجة حرارة °م (°ف)            | 19.4 (66.9)                        | 18.9 (66.0)                        | 20.5 (68.9)                        | 19.2 (66.6)                        | 18.8 (65.8)                        | 15.9 (60.6)                        | 16.3 (61.3)                        | 14.9 (58.8)                        | 15.8 (60.4)                        | 15.8 (60.4)                        | 18.1 (64.6)                        | 19.5 (67.1)                        | 14.9 (58.8)                        |
| الهطول مم (إنش)                    | 253.7 (9.99)                       | 209.9 (8.26)                       | 195.2 (7.69)                       | 111.4 (4.39)                       | 117.4 (4.62)                       | 72.7 (2.86)                        | 61.9 (2.44)                        | 52.1 (2.05)                        | 58.8 (2.31)                        | 101.5 (4.00)                       | 125.4 (4.94)                       | 327.7 (12.90)                      | 1٬687٫7 (66.44)                    |
| ساعات سطوع الشمس الشهرية           | 215.5                              | 199.2                              | 226.0                              | 230.3                              | 228.6                              | 220.0                              | 235.2                              | 251.1                              | 241.6                              | 232.1                              | 208.7                              | 196.6                              | 2٬684٫9                            |
| المصدر #1: Meteo France            |                                    |                                    |                                    |                                    |                                    |                                    |                                    |                                    |                                    |                                    |                                    |                                    |                                    |
| المصدر #2: NOAA (Sun 1961-1990)    |                                    |                                    |                                    |                                    |                                    |                                    |                                    |                                    |                                    |                                    |                                    |                                    |                                    |

## وصلات خارجية
- الموقع الألكتروني الرسمي لبابيتي
- تراث بابيت مع خرائط جوجل